# Heinrichsbrücke (Gera)

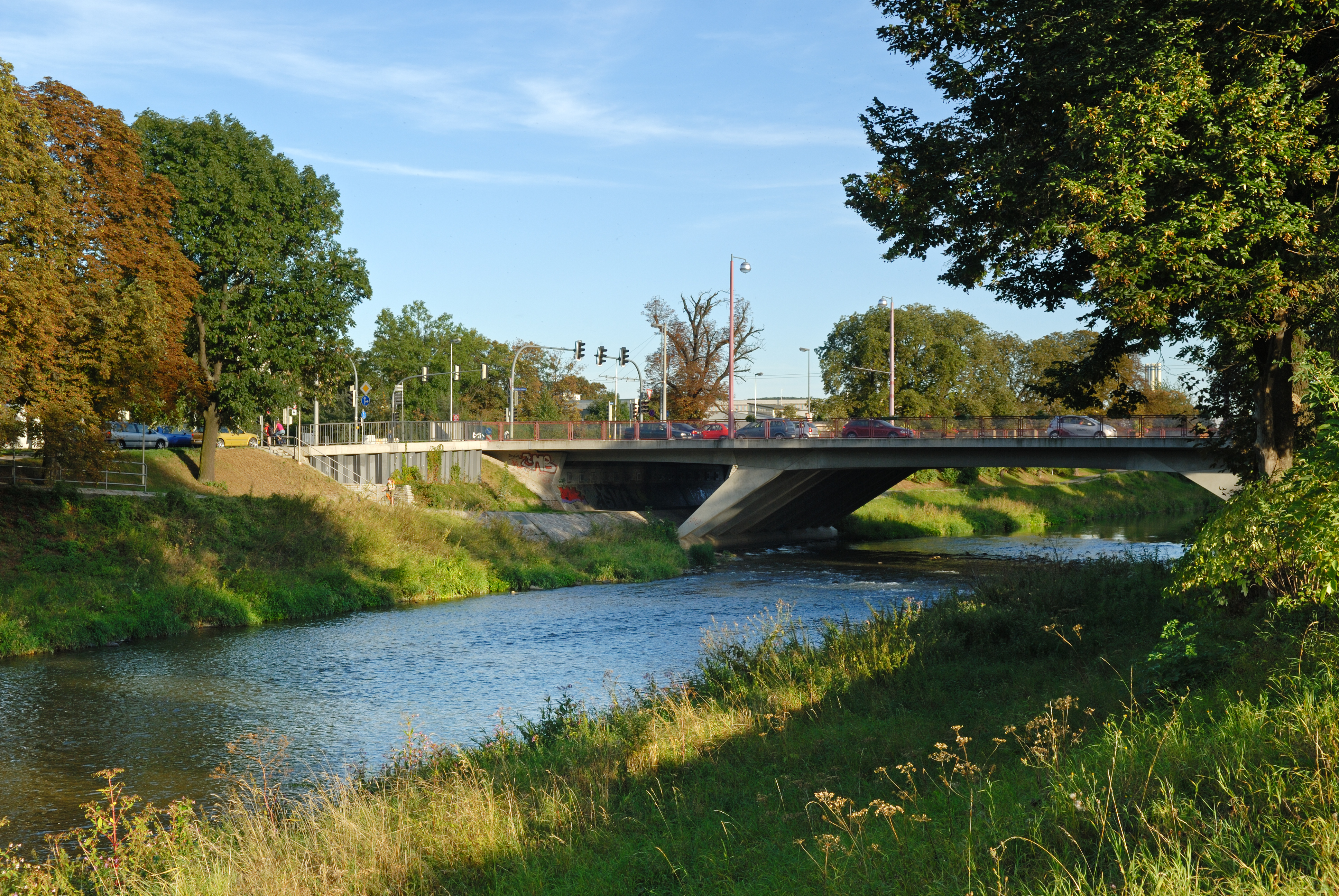
Die Heinrichsbrücke

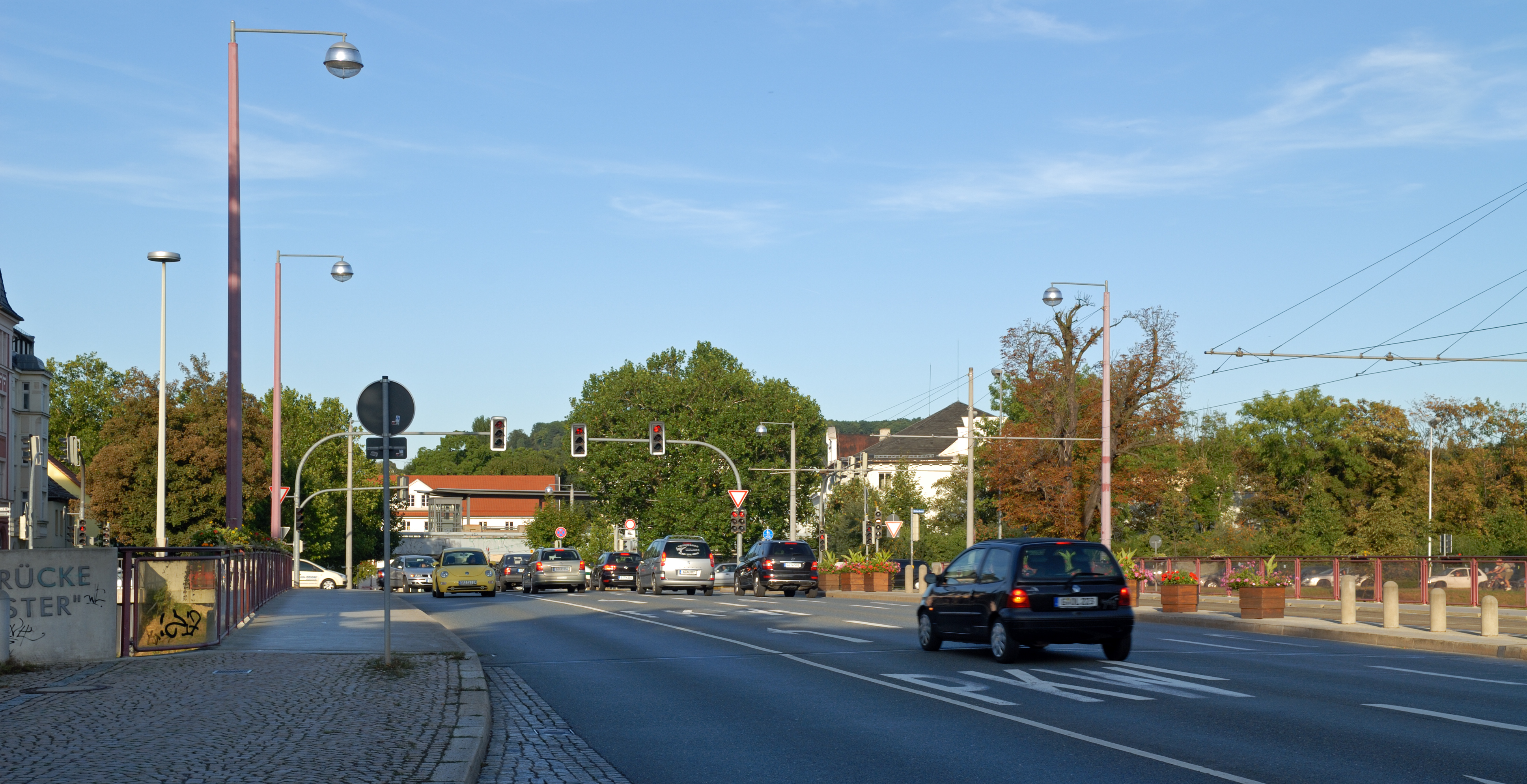
Die Straße über die Heinrichsbrücke

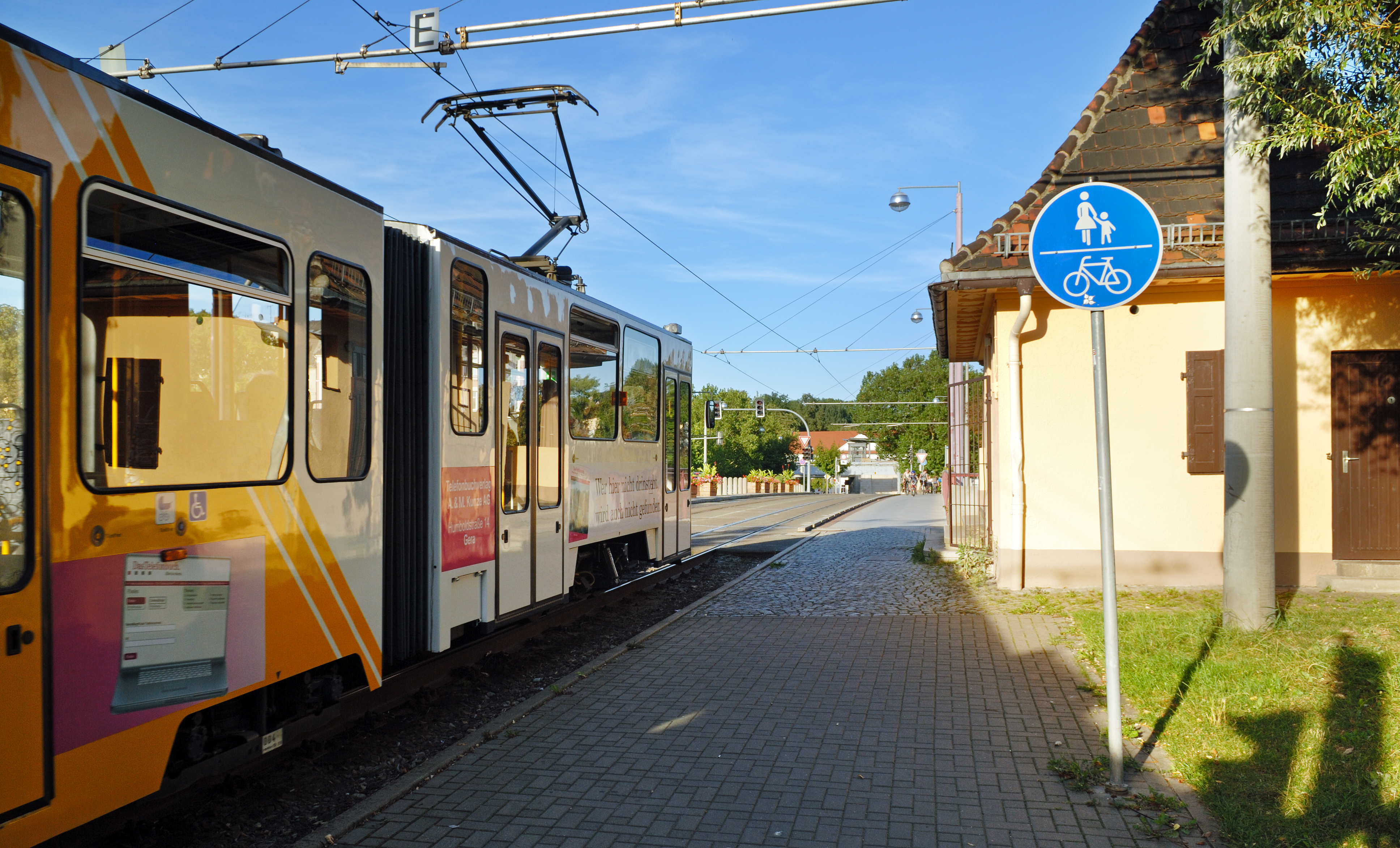
Die Straßenbahnschienen über die Heinrichsbrücke

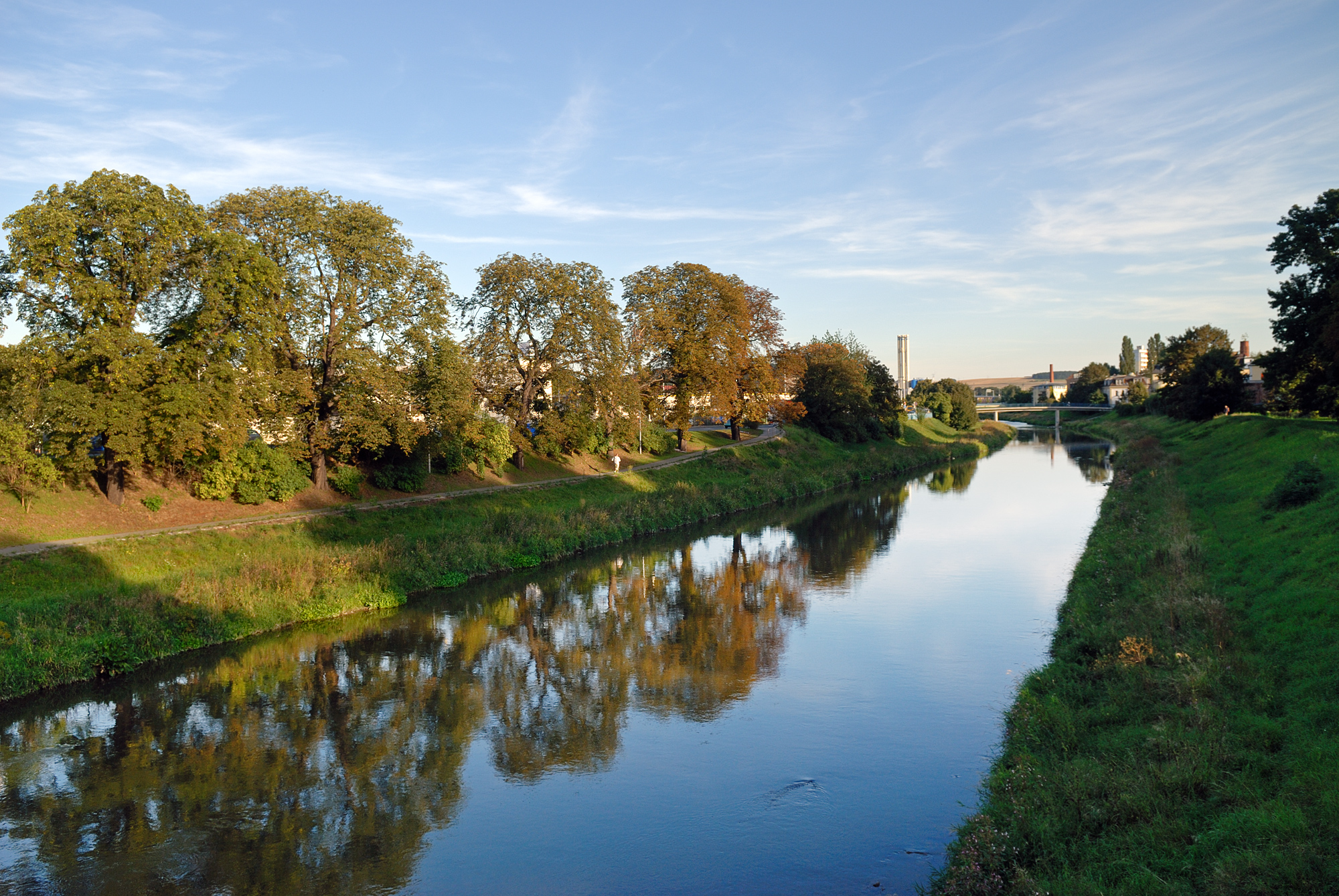
Blick von der Heinrichsbrücke

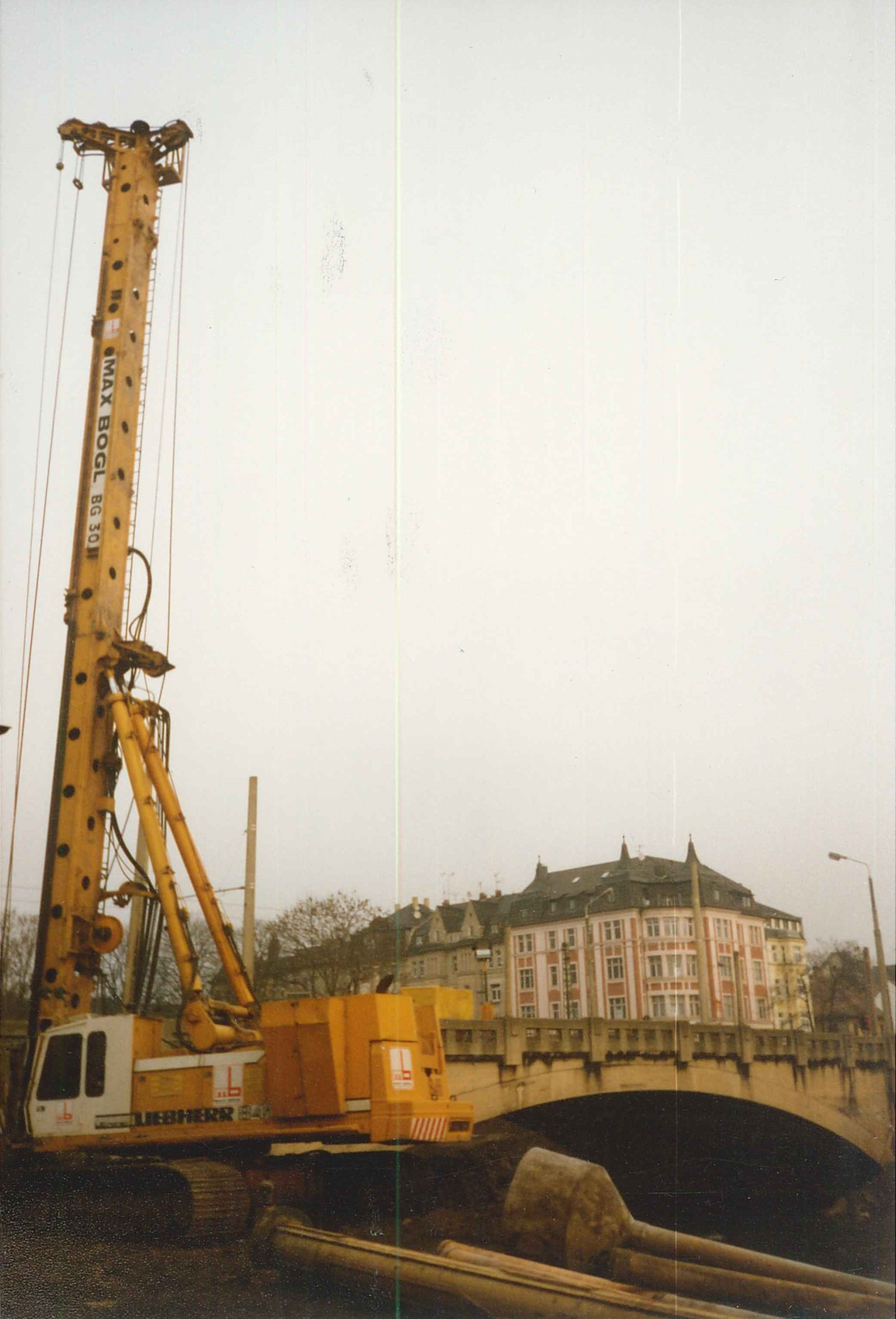
Gründungsarbeiten mit Bohrpfahlgerät an Widerlager West der Straßenbahnbrücke (Dez. 1996)

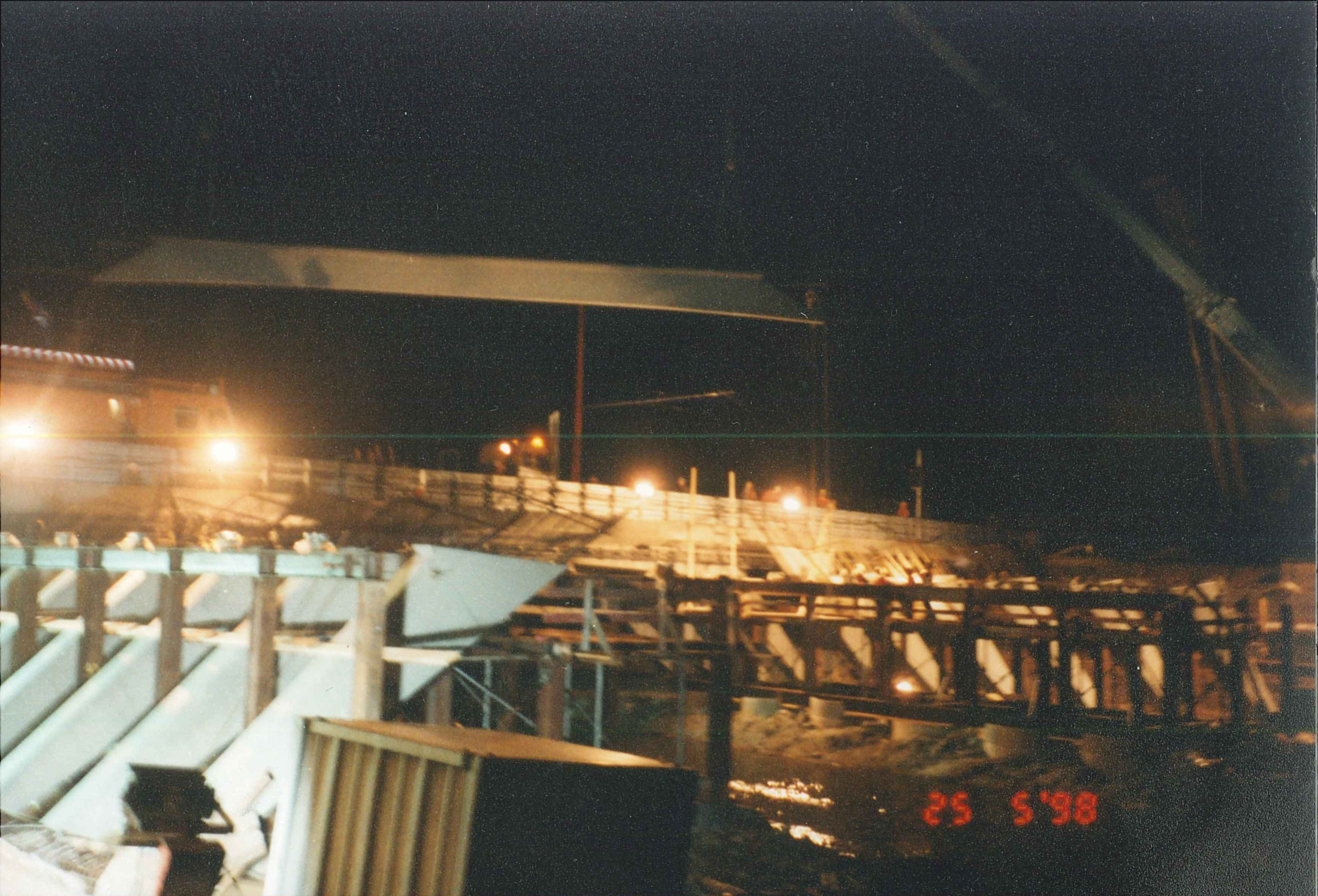
Montage der Fertigteilträger durch zwei 400 t-Autokräne (Mai 1998)

Die Heinrichsbrücke ist eine Straßenbrücke über die Weiße Elster in Gera. 

## Lage und Verkehrsbedeutung
Sie verbindet das Stadtzentrum mit den westlich des Flusses gelegenen Stadtteilen Debschwitz und Heinrichsgrün und bildet zugleich die westliche Ausfallstraße der Stadt, da die Bundesstraße 2 hier die Elster überquert. An ihrem östlichen Rand bildet die Brücke mit den Straßen Am Sommerbad (B 2) aus nördlicher, Elsterdamm (B 92) aus südlicher und Heinrichstraße aus östlicher Richtung eine der größten Straßenkreuzungen der Stadt. 

## Geschichte
Die heutigen Straßen Heinrichstraße und Straße des Friedens (B 2) bildeten schon immer die westliche Ausfallstraße Geras. Im Mittelalter befand sich an der Stelle der heutigen Heinrichsbrücke die erste Furt, die bereits im 16. Jahrhundert durch die erste Brücke (1594 erstmals erwähnt) ersetzt wurde. Mehrfach wurde die Brücke durch Hochwasser oder Eisgang zerstört. 
1838 bis 1840 entstand eine erste Steinbrücke, die bei ihrer Einweihung am 21. Juli 1840 den Namen Heinrichsbrücke erhielt. 1911/12 wurde diese Brücke durch eine Stahlbetonbogenbrücke ersetzt. In den Jahren 1996 bis 1999 wurde aufgrund von Mängeln am alten Bauwerk und dem Auslaufen der Betriebserlaubnis eine neue Brücke aus Stahlbeton mit Schrägstielrahmen errichtet. Diese neue Brücke besteht aus zwei Teilen, einer Straßenbrücke und einer Straßenbahnbrücke, welche südlich neben der alten Brücke errichtet wurde. Die Brücke ist nun 55,70 m lang und 27,8 m breit. Während der Bauzeit wurde südlich der alten Brücke in Verlängerung der Straße An der Spielwiese/Am Fuhrpark eine Behelfsbrücke errichtet, um den stadteinwärtigen Verkehr aufnehmen zu können. Diese Brücke wurde im Winter 1999/2000 wieder abgerissen, da sie nicht den Erfordernissen des Hochwasserschutzes genügte.
An der Brücke von 1912 befanden sich Wappensteine der Stadt Gera und des Fürstentums Reuß jüngere Linie, die nach dem Abriss der Brücke in den nahen Grünanlagen am Sommerbad aufgestellt wurden.

## Name
Die Heinrichsbrücke erhielt ihren Namen 1840 zu Ehren des Fürstenhauses Reuß, dessen männliche Mitglieder seit dem Mittelalter alle den Vornamen Heinrich tragen. 1950 bis 1962 hieß sie Josef-Stalin-Brücke, wurde dann in Debschwitzer Brücke und wenige Wochen später in Elsterbrücke umbenannt. 1991 erhielt sie schließlich wieder ihren alten Namen zurück. 
Mit der benachbarten Heinrichstraße hat der Brückenname nur mittelbar zu tun. Zwar sind beide nach den reußischen Fürsten benannt, jedoch hieß der westliche (und damit brückennähere) Abschnitt der Heinrichstraße ursprünglich Schleizer Straße. Erst 1950 wurden beide Straßen zur Josef-Stalin-Straße zusammengefasst (ab 1961 Straße der Republik). Seit 1991 trägt schließlich die gesamte Straße bis zur Brücke den alten Namen Heinrichstraße.